# Núria Almiron Roig
Núria Almiron Roig (Sabadell, 1967) és una investigadora i professora universitària catalana especialitzada en els mitjans de comunicació, els grups d'interès i els estudis crítics dels animals.

## Trajectòria
Almiron va llicenciar-se en Ciències de la Informació el 1992 i en Ciències Polítiques el 1994 a la Universitat Autònoma de Barcelona. Va exercir durant tres anys com a assessora política a la Mancomunitat de Municipis de l’Àrea Metropolitana de Barcelona. El 1993, va passar a treballar com a periodista sobre tecnologia i economia política de la societat de la informació. Va escriure diversos llibres com Cibermillonarios. La burbuja de Internet en España (2000), Els amos de la globalització. Internet i poder a l'era de la informació (2002) o El Mito Digital. Discursos hegemónicos sobre Internet y Periodismo (2008).
Va ser professora a l'escola de Comunicació de la Universitat de Girona (2002-2003) i del Departament de Periodisme de la Universitat Autònoma de Barcelona (2003-2008). L'any 2006 es va doctorar a la UAB amb una tesi sobre la relació entre el poder mediàtic i financer a Espanya. Des d'aleshores ha exercit com a professora i investigadora, primer a la UAB, i a partir del 2008, a la Universitat Pompeu Fabra, on actualment dirigeix el Màster Universitari en Estudis Internacionals sobre Mitjans, Poder i Diversitat.
En la seva tasca d'investigació ha contribuït en més de 30 llibres i és autora i editora de diversos volums, com ara Critical Animal and Media Studies (Routledge, 2016, junatment amb Matthew Cole i Carrie P. Freeman). Ha publicat articles en diverses revistes acadèmiques com ara Journalism Studies, Environmental Communication, European Journal of Communication, International Journal of Communication. Ha sigut investigadora visitant a la Universitat d'Ànterdam, la Simon Fraser University, l'Universitée Paris 8, la London School of Economics and Political Science, entre d'altres.
Almiron és membre del grup de recerca en comunicació CritiCC de la UPF i dirigeix el laboratori d'idees THINKClima, fundat per l'Agència Estatal de Recerca i el Fons de Desenvolupament Regional Europeu, que té per objecte de recerca el paper dels grups d’interès en el coneixement sobre el canvi climàtic. També codirigeix el Centre for Animal Ethics de la Universitat Pompeu Fabra, juntament amb Paula Casal, on forma part del consell científic.

## Obres destacades
- Almiron, Núria; Cole, Matthew; Freeman, Carrie P. (Eds.). Critical Animal and Media Studies: Communication for Nonhuman Animal Advocacy (en anglès).  Nova York: Routledge, 2015, p. 310. DOI https://doi.org/10.4324/9781315731674. ISBN 9781315731674.[1]
- Almiron, Núria. Journalism in crisis. Corporate media and financialization.  Hampton Press, 2010, p. 212. ISBN 978-1-57273-980-2.Almiron, N. (2010): Journalism in Crisis. Corporate Media and Financialization. Cresskill NJ: Hampton Press.[2]
- Almion, Núria; Jarque, Josep Manuel. El Mito digital: discursos hegemónicos sobre Internet y periodismo (en castellà).  Anthropos, 2008, p. 176. ISBN 9788476588666.[4]
- Almiron, Núria. Els amos de la globalització. Internet i poder a l'era de la informació.  Rosa dels vents, 2002, p. 378. ISBN 8401386098.[4]
- Almiron, Núria. Cibermillonarios: la Burbuja de Internet en España (en castellà).  Planeta, 2000, p. 320. ISBN 8408036750.[2]